# الحي السياسي (صنعاء)

تعديل مصدري - تعديل

الحي السياسي أحد أحياء مديرية الوحدة في مدينة صنعاء اليمنية. بلغ عدد سكانه 18519 نسمة حسب التعداد السكاني في اليمن لعام 2004.

## الحارات
| الحارة                   | عدد المساكن | عدد الأسر | الذكور | الأناث | الإجمالي |
| ------------------------ | ----------- | --------- | ------ | ------ | -------- |
| حارة وادي محمود          | 873         | 833       | 2694   | 2186   | 4880     |
| حارة القدايد             | 1533        | 1482      | 4827   | 4330   | 9157     |
| حارة أبو عبيدة بن الجراح | 612         | 581       | 1931   | 1735   | 3666     |
| حارة الكظمة              | 143         | 138       | 495    | 321    | 816      |
| الإجمالي                 | 3161        | 3034      | 9947   | 8572   | 18519    |